# Champiaceae
Champiaceae, porodica crvenih algi u redu Rhodymeniales. Postoji 72 priznate vrste u sedam rodova

## Rodovi
1. Champia Desvaux
2. Champiocolax Bula-Meyer
3. Chylocladia Greville
4. Coelothrix Børgesen
5. Dictyothamnion A.J.K.Millar
6. Gastroclonium Kützing
7. Neogastroclonium L.Le Gall, Dalen & G.W.Saunders